# Йосей-Мару
Йосей-Мару (Yosei Maru) — транспортне судно, яке під час Другої світової війни брало участь у операціях японських збройних сил на Тихому океані.
Судно спорудили як SS Josefina в 1928 році на нідерландській верфі Nederlandsche Dok en Scheepsbouw Maatschappij у Амстердамі для компанії Scheepvaart Maatschappij. З 1932-го його використовувала компанія Nederlandsch–Indische Tankstoomboot Maatschappij.
8 грудня 1941-го танкер реквізували для потреб Goevernementsmarine (військово-морські сили Нідреландської Ост-Індії), після чого він отримав позначення Tan 6.
2 березня 1942-го судно затопили в Сурабаї (головна база на сході острова Ява), щоб запобігти його потраплянню до рук японців, що 1 вересня висадились на Яві. Невдовзі японці підняли судно, до 10 червня 1942-го провели його ремонт та почали використовувати під найменуванням «Йосей-Мару» (з листопада 1943-го танкер перебував під контролем для потреб Імперського флоту Японії).
З 1 травня 1944-го судно проходило ремонт у Сурабаї. 17 травня по цій базі завдало удару авіаносне з'єднання союзників, при цьому пілотам з авіаносця USS Saratoga вдалось завдати певних пошкоджень «Йосей-Мару». Втім, вже 22 червня танкер завершив ремонт та узявся за рейси по регіону між Балкіпапаном, Палембангом (центри нафтовидобувної промисловості на сході Борнео та Суматрі), Сурабаєю та Сінгапуром.
12 травня 1945-го «Йосей-Мару», що мав на борту вантаж рису та пустих бочок, вийшов з Сурабаї в конвої до Сінгапуру. Вночі 13 травня менш ніж за дві сотні кілометрів на північний захід від Сурабаї конвой виявив радаром американський підводний човен USS Baya. З субмарини випустили 6 торпед і змогли уразити «Йосей-Мару». Невдовзі танкер затонув, загинуло 16 осіб.